# F1 (submetralhadora)
A F1 é uma submetralhadora australiana 9x19mm fabricada pela Lithgow Small Arms Factory. Emitida pela primeira vez para as tropas australianas em julho de 1963, substituiu a submetralhadora Owen.
Assim como a Owen, a F1 tinha um carregador distinto montado na parte superior. Ela tinha um projeto robusto e simples, mas "nunca ganhou popularidade entre aqueles que o usavam" e no Vietnã foi mais tarde amplamente substituída pelo fuzil americano M16A1 5,56 mm. A F1 foi aposentada no início de 1990 e substituída pelo F88C Austeyr, uma versão australiana do fuzil Steyr AUG.
Cerca de 25.000 foram produzidas pela Lithgow de 1962 a 1973. Embora a F1 não seja mais usada pela Austrália, uma remessa de F1 também foi doada à Polícia Real de Papua Nova Guiné pela Austrália.

## Detalhes do projeto
O F1 é um projeto de blowback simples que dispara a partir de um ferrolho aberto com um percussor fixo. Foi designada X3 enquanto estava em desenvolvimento.
Ela compartilha muitos recursos de projeto com a submetralhadora britânica Sterling. Ao contrário da Sterling e de sua antecessora, a Owen, a F1 tem coronha de madeira e punho de pistola removíveis. Um carregador curvo e destacável de 34 tiros é inserido em um alojamento em cima do cano, semelhante à Owen anterior. Usava o mesmo carregador da Sterling. O carregador montado na parte superior é discreto para carregar e quando deitado de bruços; também se beneficia por ter menos probabilidade de emperrar do que um carregador montado na parte inferior. A porta de ejeção fica diretamente abaixo do carregador e fornece uma armadilha para o operador incauto; caso a mão do operador volte para a janela de ejeção, o ferrolho que se move para frente 'morderá' a mão. A soleira e o punho de pistola são idênticos aos do L1A1 SLR, bem como a capacidade de adaptação de baionetas do SLR. No entanto, foi usada principalmente com uma baioneta removível instalada no lado direito da manga do cano.
O gatilho é um puxão de dois estágios, semiautomático para trás, puxar e segurar dá fogo automatico, exigindo uma trava de segurança operada facilmente apenas pelo polegar. Há uma pequena proteção instalada à frente da janela de ejeção para proteger a mão dianteira. A alavanca de manejo montada à esquerda não possui uma "aba". A alavanca de manejo trava no ferrolho, permitindo que ele seja acionado para frente e para trás para limpar a sujeira. O punho de pistola com peças internas veio da linha de produção do fuzil L1A1 SLR, na fábrica de Lithgow. A coronha de madeira também veio da linha de produção do SLR, reduzindo a quantidade de ferramentas.
Por causa do carregador vertical, a mira da F1 foi deslocada para a direita da arma, exigindo uma ligeira inclinação da cabeça para a direita, a alça de mira sendo uma aba de metal assimétrica aproximadamente triangular com uma abertura redonda, a massa de mira sendo uma lâmina montada em bem o lado direito do carregador da arma.
Embora a F1 mantivesse muitas das características da Owen, ela não continuou a ter um alojamento separado dentro da caixa da culatra, isolando o ferrolho de pequeno diâmetro de sua alça retrátil, de modo que não era mais tão resistente a emperramento se caísse na lama. Isto é considerado uma grande desvantagem em comparação com a Owen que substituiu.

## Operadores
- Austrália[6]
- Malásia: Anteriormente usada pela Polícia Real da Malásia, agora em exibição no Museu da Polícia.[7]
- Papua-Nova Guiné[4]